# Tymon Niesiołowski

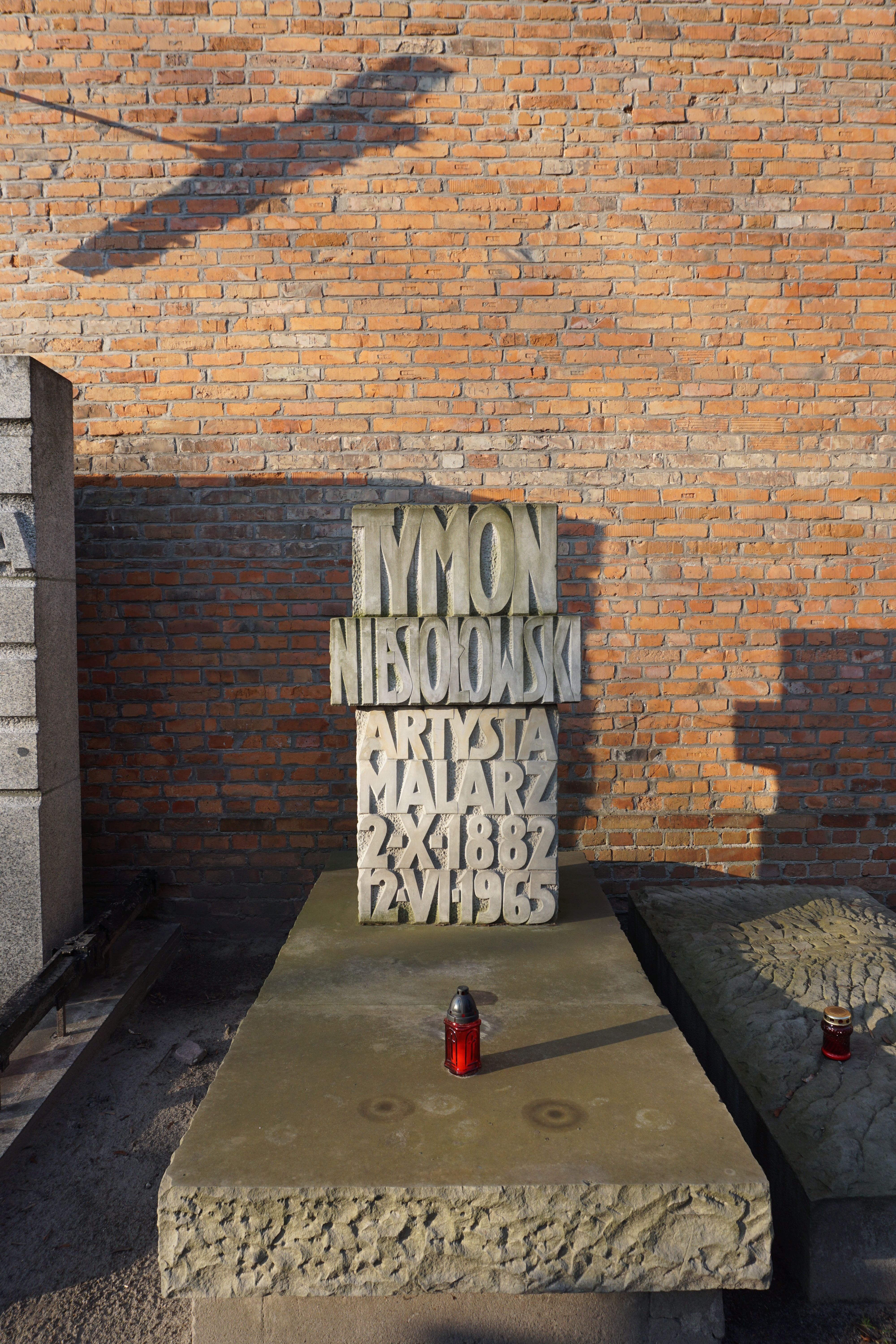
Grób Tymona Niesiołowskiego na cmentarzu Powązkowskim

Tymon Niesiołowski (ur. 2 października 1882 we Lwowie, zm. 12 czerwca 1965 w Toruniu) – polski malarz, grafik, pedagog. Przedstawiciel formistów w grupie „Rytm”. Zajmował się też sztuką użytkową.

## Życiorys
Syn Norberta i Cecylii z Dzikowskich. Przez pięć lat uczył się w gimnazjum we Lwowie. Za udział w demonstracji pierwszomajowej został w 1898 roku relegowany. Przeniósł się do Szkoły Przemysłowej we Lwowie na oddział malarstwa dekoracyjnego, gdzie w 1899 uzyskał maturę. Edukację kontynuował w Akademii Sztuk Pięknych w Krakowie w latach 1900–1904. Malarstwo studiował u Józefa Mehoffera, Stanisława Wyspiańskiego i Teodora Axentowicza. Po skończeniu studiów, w 1905 r. przeprowadził się do Zakopanego. Pierwsza wystawa prac Tymona Niesiołowskiego odbyła się w krakowskim TPSP w roku 1903. W 1905 r. Wlastimil Hofman wraz z Mieczysławem Jakimowiczem, Leopoldem Gottliebem i Witoldem Wojtkiewiczem założył „Grupę Czterech”, docelowo przekształconą w „Grupę Pięciu” (bez Wojtkiewicza, z Janem Rembowskim i Tymonem Niesiołowskim), z którą, w ramach wystaw zbiorowych, wystawiał prace w Krakowie, Monachium i we Włoszech.
W 1909 r. wstąpił do Towarzystwa „Sztuka Podhalańska”. Był współtwórcą „Ekspresjonistów Polskich” (1917). W 1919 roku malarz sformułował teorię reliefizmu, zgodnie z którą korzystał z silnych kontrastów i używał grubego konturu obiegającego syntetyczne kształty.
W Wilnie zamieszkał w 1926 r., gdzie pracował jako nauczyciel w Szkole Rzemiosł Artystycznych do 1932. Od 1937 r. zajmował stanowisko docenta malarstwa monumentalnego na Wydziale Sztuk Pięknych Uniwersytetu Stefana Batorego w Wilnie. Jako docent malarstwa 20 kwietnia 1938 habilitował się na WSZ USB. W 1940 został prezesem Związku Plastyków Wileńskich i profesorem Akademii Sztuki w Litewskiej Socjalistycznej Republice Radzieckiej. Po II wojnie światowej mieszkał w Toruniu, gdzie, do 1960, był profesorem na Wydziale Sztuk Pięknych Uniwersytetu Mikołaja Kopernika.
W 1955 roku artysta obchodził 50-lecie swojej działalności twórczej i z tej okazji został odznaczony Krzyżem Kawalerskim Orderu Odrodzenia Polski. W 1958 został członkiem Grupy Toruńskiej.
Otrzymał liczne wyróżnienia i nagrody, m.in.: srebrny medal na Międzynarodowej Wystawie „Sztuka i Technika” w Paryżu (1937) oraz dyplom honorowy na wystawie w Carnegie Institute w Pittsburgu (USA). W 1960 reprezentował polską sztukę na XXX Biennale Sztuki w Wenecji.
Pochowany na cmentarzu Powązkowskim (aleja zasłużonych-1-142).

## Życie prywatne
18 sierpnia 1926 ożenił się z 23-letnią Heleną Krystyną Wabia-Wapińską, świadkami na ich ślubie była Stefania Wabia-Wapińska i profesor uniwersytetu Adam Szelągowski. Ślub odbył się 18 sierpnia 1926 w warszawskim kościele św. Aleksandra. Z tego związku urodzili się Krzysztof oraz Dorota Niesiołowska (1934–2015).

## Ordery i odznaczenia
- Krzyż Komandorski Orderu Odrodzenia Polski (1965)
- Krzyż Kawalerski Orderu Odrodzenia Polski (1955)[9]
- Złoty Krzyż Zasługi (11 listopada 1934)[10]

## Upamiętnienie
Tymon Niesiołowski jest patronem ulic w Toruniu i Grudziądzu.
Wydział Sztuk Pięknych UMK w Toruniu główną swą salę wykładową nazwał jego imieniem.
Na Wydziale Sztuk Pięknych UMK przyznawany jest Medal im. Tymona Niesiołowskiego za Najlepszy Dyplom Artystyczny kierunków: malarstwo, grafika oraz rzeźba. 